# Доктор на работе
«Доктор на работе» — русскоязычная социальная сеть с 550 тыс. пользователей (2020), предназначенная для врачей (при регистрации пользователь предоставляет администрации сайта копии документов, подтверждающих высшее медицинское или фармацевтическое образование).

## История
Фирма-разработчик основана в 2009 году Андреем Перфильевым, Станиславом Сажиным и Ильёй Куприяновым, сайт запущен весной 2010 года. Первые инвесторы — Андрей Зепалов ($300 тыс., 2010), инвестиционный фонд «Aurora Venture Capital» (2012), фонд Михаила Абызова Bright Capital Digital ($1 млн, 2012).
К 2014 году количество зарегистрированных врачей достигло отметки 200 тыс., в том же году сеть получила ещё $3 млн от фондов Aurora Venture Capital, Bright Capital Digital и Guard Capital. В 2017 году выпущено iOS-приложение для удалённых консультаций с врачами, в 2019 году — мессенджер для врачей.